# Бирзолівка
Бирзолівка, Бирзулівка — річка в Україні, у Маловисківському й Новомиргородському районі Кіровоградської області, ліва притока Великої Висі (басейн Південного Бугу).

## Опис
Довжина річки 12 км, похил річки — 2,6 м/км. Формується з багатьох безіменних струмків та водойм. Площа басейну 66,5 км².

## Розташування
Бере початок на північному сході від Заповідного. Тече переважно на північний захід через Бирзулове і у селі Лікареве впадає у річку Високу Вись, ліву притоку Синюхи.
Річку перетинає автомобільна дорога Т 1206